# Governo Popolare dell'Azerbaigian
Il Governo Popolare dell'Azerbaigian (in azero آذربایجان میللی حکومتی, Azərbaycan Milli Hökuməti; in persiano حکومت خودمختار آذربایجان‎) fu uno Stato secessionista di breve durata non riconosciuto nel nord dell'Iran che durò dal novembre 1945 al dicembre 1946. Venne fondato nell'Azerbaigian persiano, e la capitale del governo popolare azero fu la città di Tabriz. Il suo insediamento e la sua fine rientrano nella crisi iraniana, un evento storico precursore della guerra fredda.

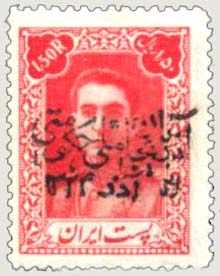
Un francobollo iraniano maggiorato con il ritratto di Mohammad Reza Shah pubblicato sotto il nome di Governo Nazionale dell'Azerbaigian.

## Storia
Per fornire alle forze sovietiche materiale bellico attraverso l'Iran, le truppe britanniche e sovietiche occuparono congiuntamente il Paese nell'agosto 1941. Le forze sovietiche entrarono nel territorio iraniano dalla RSS Armena e dalla RSS Azera, mentre le forze britanniche e indiane entrarono dall'Iraq. Entrambe le forze presero così presto il controllo del paese. Il 16 settembre, gli inglesi costrinsero Reza Shah ad abdicare in favore di suo figlio Mohammad Reza Shah Pahlavi, che governò fino al 1979.
Con la detronizzazione di Reza Shah nel settembre 1941, le truppe sovietiche conquistarono Tabriz e l'Iran nord-occidentale per ragioni militari e strategiche. Il governo popolare dell'Azerbaigian, istituito dai sovietici, sotto la guida di Ja'far Pishevari fu proclamato a Tabriz nel 1945. Lavrenti Beria era nominalmente responsabile dell'operazione, ma la delegò a Mir Jafar Baghirov, primo Segretario del Partito Comunista dell'Azerbaigian a Baku. Il Partito Democratico dell'Azerbaigian fu inoltre creato per ordine diretto di Iosif Stalin al fine di capitalizzare l'insoddisfazione di alcuni tra la popolazione locale per le politiche di centralizzazione di Reza Shah. La nuova entità governativa venne fornita di denaro e armi provenienti dall'URSS. Stalin voleva fare pressione sull'Iran per ottenere una concessione petrolifera nell'Azerbaigian iraniano. Durante questo periodo, una rinascita della lingua letteraria azera, che era stata in gran parte soppiantata dal persiano, fu promossa con l'aiuto di scrittori, giornalisti e insegnanti della Repubblica socialista sovietica azera. Nel tentativo di imporre l'omogeneità nazionale nel paese in cui metà della popolazione era composta da minoranze etniche, Reza Shah aveva precedentemente emesso in rapida successione dei divieti sull'uso della lingua azera nei locali delle scuole, negli spettacoli teatrali, nelle cerimonie religiose e, infine, nella pubblicazione di libri.

## Istituzione
Il Firqah-i Dimukrat, o Partito Democratico Azero (ADP), annunciò pubblicamente la sua formazione a Tabriz il 3 settembre 1945 da un gruppo di comunisti veterani guidati da Ja'far Pishevari. Dopo l'annuncio, il partito comunista del Tudeh, sostenuto dai sovietici, si dissolse e ordinò ai suoi membri di unirsi all'ADP. L'ADP si espanse in tutto l'Azerbaigian iraniano e avviò un colpo di Stato locale con l'aiuto dell'esercito sovietico, impedendo l'intervento dell'esercito iraniano. Durante la prima settimana di settembre 1945, il Partito Democratico dell'Azerbaigian, guidato da Ja'far Pishevari, leader di lunga data del movimento rivoluzionario a Gilan, dichiarò di avere il controllo dell'Azerbaigian iraniano. Egli promise riforme democratiche liberali e sciolse la filiale locale del Tudeh. Più tardi, nel settembre 1945, al suo primo congresso, il Partito Democratico azero autorizzò la formazione di una milizia contadina. Questa milizia diede inizio a un colpo di Stato incruento il 18 novembre 1945 e al 21 novembre aveva conquistato tutti i restanti posti governativi della provincia. L'Azerbaigian iraniano divenne "una repubblica autonoma sotto la direzione di un comitato esecutivo nazionale di 39 membri". Il potere sembra essere stato esercitato da Mohammed Biriya, ministro della Propaganda e capo della polizia segreta locale.
Allo stesso tempo, gli Stati Uniti aumentarono costantemente la loro assistenza militare al governo iraniano. Sotto la pressione delle potenze occidentali, l'Unione Sovietica revocò il suo sostegno allo Stato appena creato e l'esercito iraniano riuscì a ristabilire il dominio iraniano nel novembre 1946. Secondo Tadeusz Swietochowski:

### Supporto sovietico
Nuove prove declassificate di documenti precedentemente top secret della guerra fredda implicano la presenza dell'URSS nella formazione del governo di Pishevari per ordine diretto di Stalin. L'esercito sovietico ha sostenuto la nuova entità autonoma e ha impedito all'esercito iraniano di ripristinare il controllo governativo sull'area. Dopo il ritiro sovietico, le truppe iraniane entrarono nella regione nel dicembre 1946 e Pishevari e il suo gabinetto fuggirono in Unione Sovietica. Secondo il Prof. Gary R. Hess:

## Dissoluzione
Il 13 giugno 1946 fu raggiunto un accordo tra il governo centrale di Teheran e i delegati dell'Azerbaigian, guidati da Pishevari. In base all'accordo, Pishevari accettò di abbandonare l'autonomia dell'APG, di rinunciare ai suoi ministeri e al ruolo di premier e a diventare nuovamente parte dell'Iran. Il suo parlamento doveva essere trasformato in un consiglio provinciale, un sistema riconosciuto e previsto dalla Costituzione iraniana.
A metà dicembre 1946, l'esercito iraniano, sostenuto dagli Stati Uniti e dai britannici rientrò a Tabriz, ponendo così fine al governo popolare dell'Azerbaigian dopo un anno intero dalla sua esistenza. Durante il periodo senza legge, circa 500 sostenitori del Ferqeh furono uccisi. Secondo il giudice della Corte suprema degli Stati Uniti, William O. Douglas, l'esercito sovietico si era comportato al meglio quando era di stanza in Azerbaigian mentre l'esercito iraniano si mosse come una forza di occupazione e brutalizzò gli abitanti locali. Le barbe dei contadini furono bruciate, le loro mogli e figlie violentate. Le case furono saccheggiate e il bestiame rubato. L'esercito lasciò dietro di sé una scia di morte e distruzione.
Molti dei leader si rifugiarono nella RSS dell'Azerbaigian. Ja'far Pishevari morì in un incidente d'auto a Baku nel 1947. Il primo ministro Kordary fu incarcerato per molti anni dallo Scià e successivamente venne rilasciato a causa degli sforzi instancabili di suo fratello Kazem.